# Jugoslawische Eishockeyliga 1959/60
Die Saison 1959/60 war die 18. Spielzeit der jugoslawischen Eishockeyliga, der höchsten jugoslawischen Eishockeyspielklasse. Meister wurde zum insgesamt vierten Mal in der Vereinsgeschichte der HK Jesenice.

## Modus
In der Hauptrunde absolvierte jede der sechs Mannschaften insgesamt zehn Spiele. Der Erstplatzierte der Hauptrunde wurde Meister. Für einen Sieg erhielt jede Mannschaft zwei Punkte, bei einem Unentschieden gab es einen Punkt und bei einer Niederlage null Punkte.

## Hauptrunde

### Tabelle
|    | Klub                   | Sp | S | U | N  | Punkte |
| -- | ---------------------- | -- | - | - | -- | ------ |
| 1. | HK Jesenice            | 10 | 9 | 0 | 1  | 18     |
| 2. | HK Partizan Belgrad    | 10 | 7 | 0 | 3  | 14     |
| 3. | OHK Belgrad            | 10 | 6 | 0 | 4  | 12     |
| 4. | HK Ljubljana           | 10 | 5 | 1 | 4  | 11     |
| 5. | HK Roter Stern Belgrad | 10 | 2 | 1 | 7  | 5      |
| 6. | Segesta Sisak          | 10 | 0 | 0 | 10 | 0      |

Sp = Spiele, S = Siege, U = Unentschieden, N = Niederlagen